# パッサイ

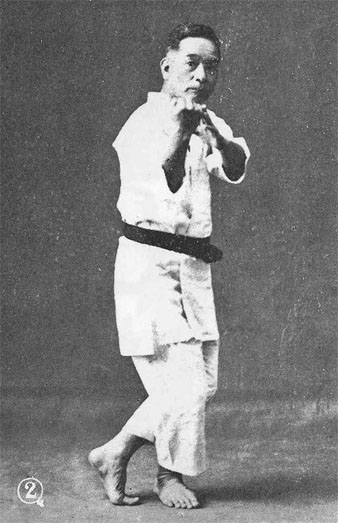
知花朝信のパッサイ。第一挙動

パッサイまたはバッサイ（抜塞、抜砦）は、空手の型の名称のひとつ。テコンドーなどの韓国武術でも稽古されている。祖型は現在のパッサイグワアー（抜塞小、バッサイしょう）に近いものであると考えられており、抜塞大（パッサイだい、バッサイだい）の他、人名や地名、流派名などを冠した多くの異なる形がある。もともと沖縄ではパッサイと発音されており、日本に唐手・空手を伝えた船越義珍も初期はパッサイと記していたが、後に漢字を当て、日本ではバッサイとして広まった。この型の特徴として、勇敢に前に出る反応、受けの切り返し、力の制御により不利を有利に変えるという考え方に重点を置いている点が挙げられる。型は正確に、スピードとパワーの適切なバランスに注意して行う必要がある。

## 歴史
この型は琉球、日本、韓国など多くの文化圏で稽古されてきた。起源は不明であるが、その歴史についてはいくつかの説がある。ある研究者はパッサイの型は中国の豹拳、福建州の獅子舞（拍獅）の技に関連していると考えており、ある部分は豹拳に似ており（足を組んだ状態での開脚の受けと打ちの動作）、ある部分は拍獅の典型（開脚技と踏みつける動作）であるとする。琉球芸能研究者の盧姜威は「拍獅」の福州語読みが「pa sai」、泉州語（閩南語）読みが「phah sai」であることを指摘している。沖縄空手研究家の金城昭夫は、この名称は中国語の「bàoshī/豹獅」に由来し、「豹獅」の発音は中国のいくつかの方言で「Bá-săi」または「pà-sai」であると考えている。以下は、いくつかの中国語の方言における豹獅の綴りである。
| 簡体字: 豹狮; 繁体字: 豹獅 |                |                  |
| 地方                       | 読み方         | IPA 国際音声記号 |
| 北京官話                   | 拼音: bàoshī   | [ pɑʊ˥˩ʂɨ˥ ]     |
| 福州語                     | 平和字: Bá-săi | [ pa˥sai˥ ]      |
| 厦門語                     | 白話字: pà-sai | [ pa˥˧sai˥ ]     |

他の歴史家はパッサイのいくつかの部分が五行拳と類似していることを指摘している。さらに、型の命名に関する別の説として、型は人の名前を表しているのではないかというものがある。また、空手家の新垣清は「八十一戦」という漢字表記を示している。
1896年に発行された「琉球教育」誌第4号において、「唐手と称す其の技術」の眼目として「パッサイ」「クウサンクン」「ナイハンチン」の三つの型の名が挙げられており、この時期に一般的に稽古されていたことがわかる。船越義珍は1922年の著書でパッサイと書き記し、漢字は示していない。1926年には本部朝基が同じく「パッサイ」の表記を使用している。1936年、船越はバッサイと呼ぶようになったが、「抜塞（バッサイ）」と記し、「パッサイ」とルビを振っている:37。

## 種類
沖縄のパッサイは、松村宗棍のパッサイから、泊手の空手家・親泊興寛のパッサイ、そして空手を沖縄の学校に導入し普及させた糸洲安恒のパッサイへと変化してきた。松村流は中国風であり、親泊流は沖縄風である。糸洲によってさらに改良され、「小」（パッサイ小）の形を作ったと考えられている。松濤館の船越義珍はこれを日本に持ち込み、バッサイ大、バッサイ小として教えた。親泊のパッサイを取り入れた泊流は、親泊家に三代にわたって伝えられたもので、もともとは泊に住んでいた中国人（おそらく阿南という名前）が教えたもので、「非常に軽妙な技を使っていた」という。
少林流のパッサイは親泊のパッサイによく似ており、松涛館のバッサイ大よりはるかに柔らかい動きが特徴である。パッサイが泊にルーツを持つ証拠として、パッサイ大は右拳を左手で覆い、他の泊発祥とされる型（ジッテ、ジオン、ジイン、エンピ）と同様に開始される。この拳の握りは中国では一般的な礼法（拳礼）である。なお、「泊流」という流派が存在したか否かについては、研究者の間でも異論がある。
パッサイ小はパッサイの短いバリエーションであり、バッサイ大はパッサイとパッサイ小の要素が組み合わされてつくられた可能性がある。特筆すべきは、型の分解に「棒に対する防御」が含まれているとされている点である。
糸洲はこれを首里で行われていたパッサイを元につくったと考えられている。また、八極拳に小八極（Ba Ji Xiao）と対になる大八極（Ba Da Xiao）があることから、「大小」の命名はここに由来するものと考えられる。